# Philogenia schmidti
Philogenia schmidti är en trollsländeart som beskrevs av Friedrich Ris 1918. Philogenia schmidti ingår i släktet Philogenia och familjen Megapodagrionidae. Inga underarter finns listade i Catalogue of Life.